# Riserva parziale naturale dei Laghi Lungo e Ripasottile
La riserva parziale naturale dei Laghi Lungo e Ripasottile è un'area naturale protetta di valenza regionale situata in provincia di Rieti, nel territorio dei comuni di Rieti, Cantalice, Colli sul Velino, Contigliano, Poggio Bustone e Rivodutri. La riserva è gestita dai cinque comuni anzidetti e dalla Comunità montana Montepiano Reatino V zona.
Si trova a 7 km da Rieti, 29 km da Terni, 61 km da L'Aquila, 84 km da Viterbo e da Roma.

## Storia

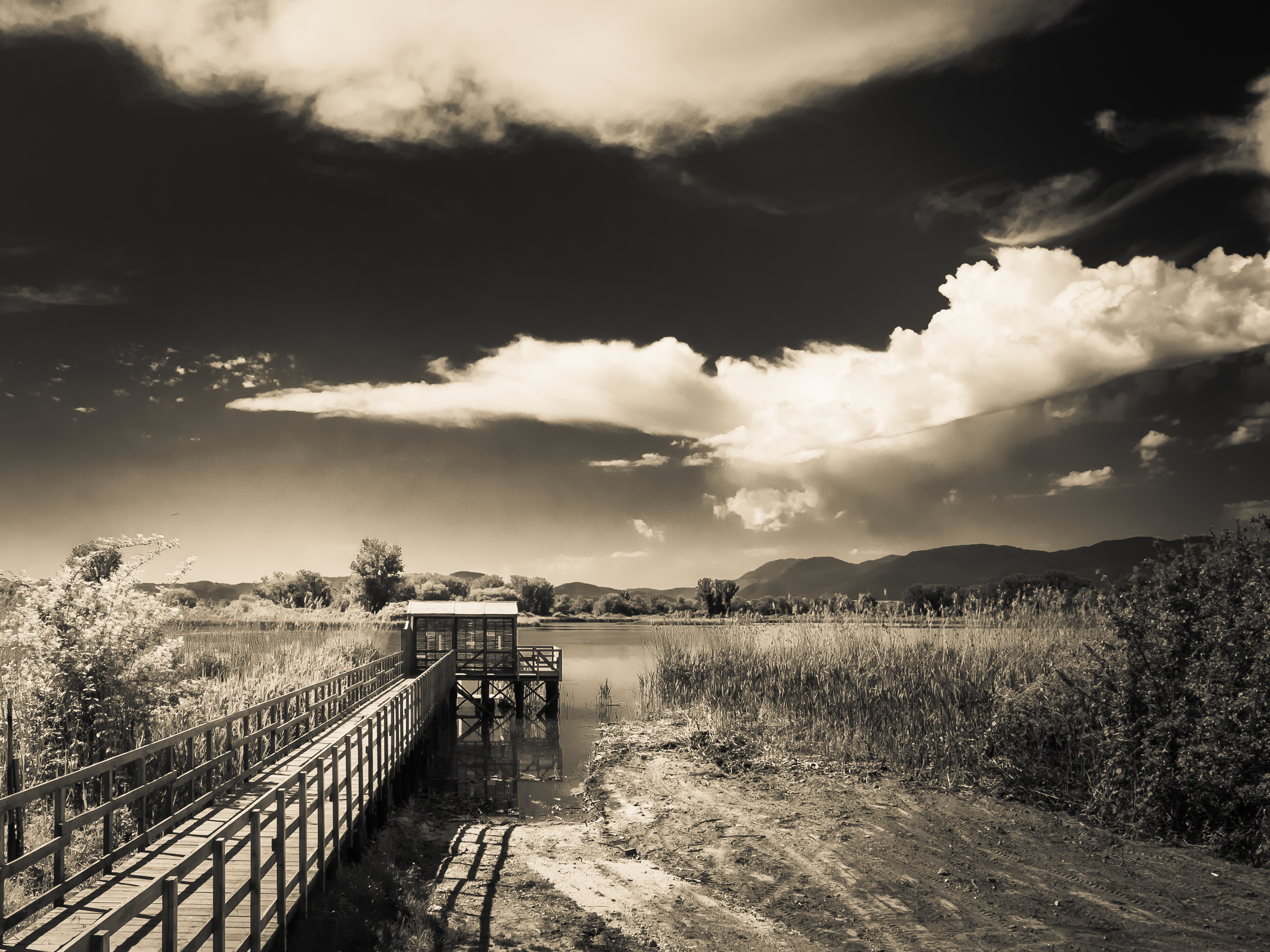
Punto di osservazione della fauna sul Lago di Ripasottile

Il Lago Lungo (o di Cantalice) e il lago di Ripasottile sono i residui di un grande lago che anticamente ricopriva gran parte della Piana Reatina: il Lago Velino, bonificato dagli antichi romani con la creazione di un varco nelle montagne che circondano la pianura e il deflusso delle acque lacustri con la creazione della cascata delle Marmore. Altri interventi di bonifica si sono succeduti nel corso dei secoli, allo scopo di contrastare il reimpaludamento della valle e le esondazioni del fiume Velino (dette pianare).
L'interesse naturalistico dell'area fu iniziato a notare solo negli anni settanta. Alla fine di quel decennio l'Enel propose un progetto che prevedeva lo sfruttamento idroelettrico dei due laghi, il quale però suscitò molte critiche e fu bloccato dalla giunta comunale reatina di Ettore Saletti. Inoltre fecero molto scalpore le proteste seguite all'approvazione della superstrada Rieti-Terni, che nei progetti iniziali sarebbe dovuta passare in mezzo ai due laghi come la vecchia strada statale e venne poi costruita su un altro percorso.
Questi due casi, come anche il pericolo rappresentato dall'espansione di Rieti verso nord, accelerarono il processo verso la protezione della zona. La riserva fu istituita ufficialmente con la legge regionale n. 94 del 17 giugno 1985.

## Territorio
La riserva si caratterizza come zona umida, e comprende un territorio pianeggiante situato all'interno della Piana Reatina. All'interno dell'area protetta si trovano:
- Lago Lungo
- Lago di Ripasottile
- Fiume Velino e suoi affluenti naturali e artificiali

Attualmente risulta in via di potenziamento per quel che riguarda strutture ricettive, vie di comunicazioni e marketing.
L'avvistamento della fauna è piuttosto facile, soprattutto degli uccelli che la popolano.

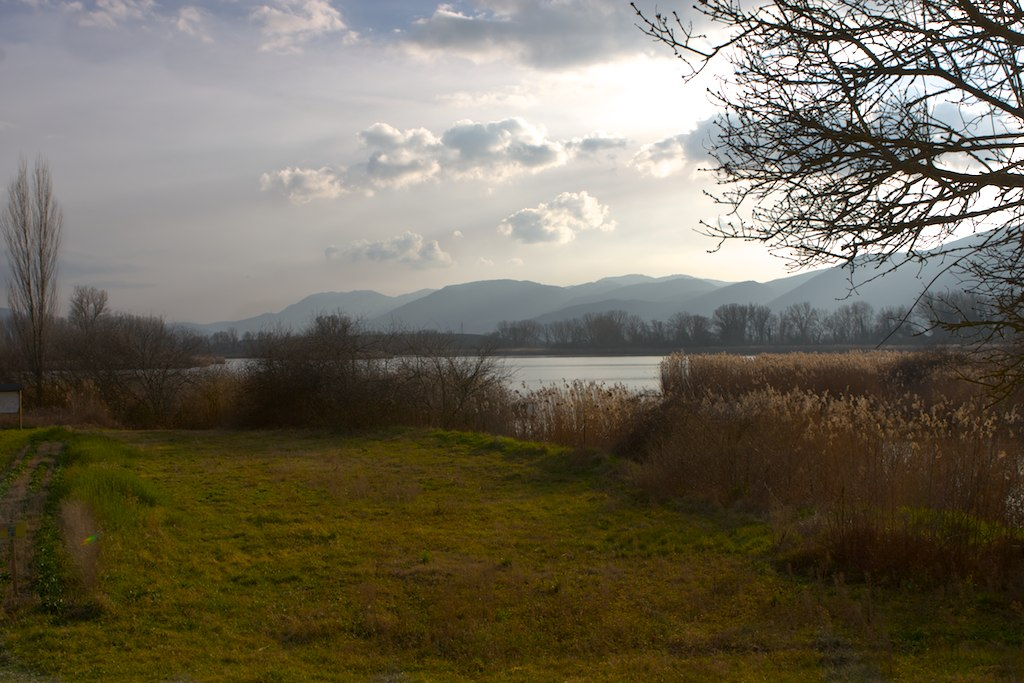
I tipici canneti che circondano i laghi

## Flora
Tra le piante più rappresentative si possono citare:
- salix alba
- salix purpurea
- populus alba
- populus canescens
- equisetum telmateia
- humulus lupulus

## Fauna

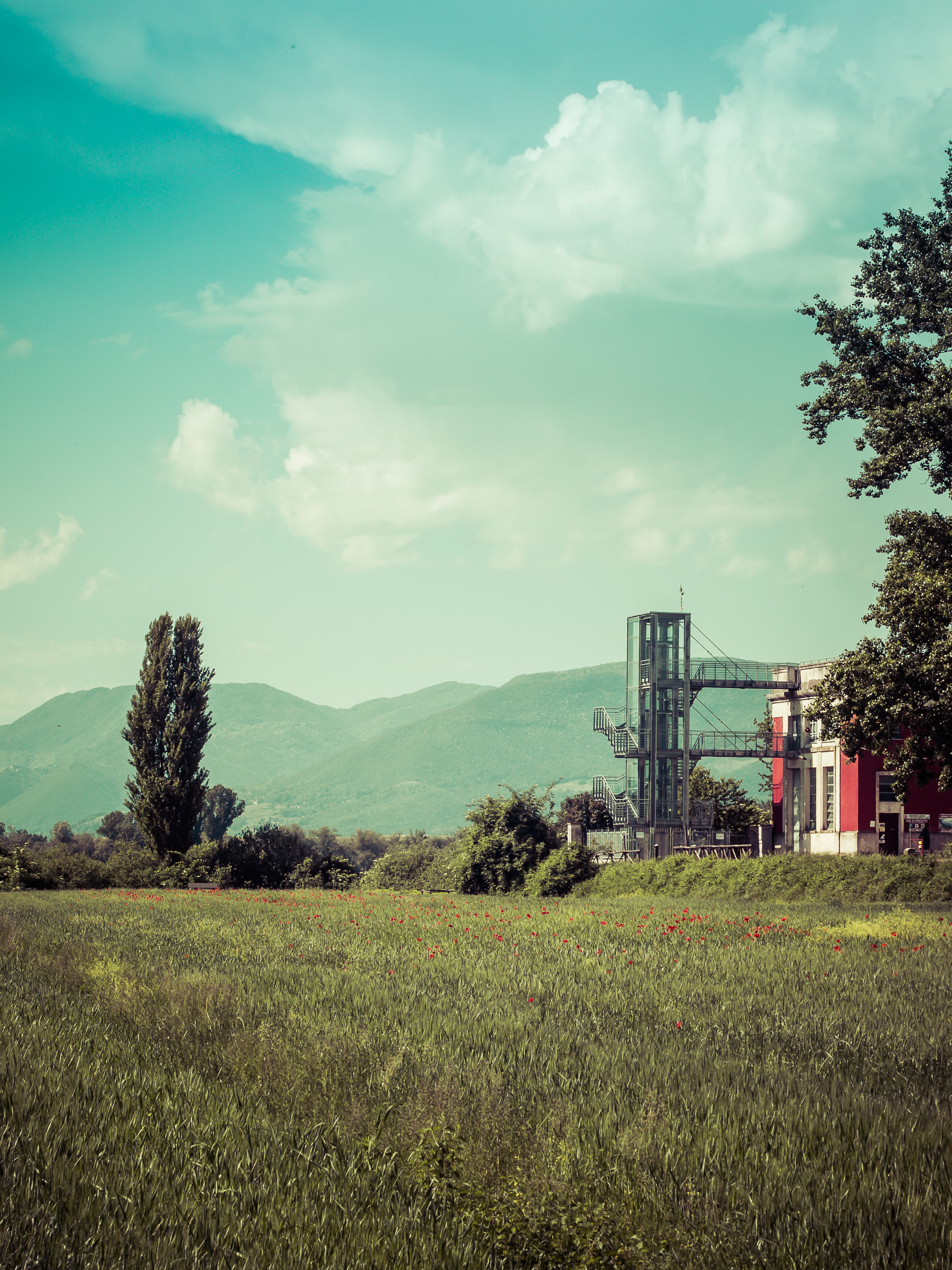
Il centro visite di Ripasottile

### Uccelli
L'avifauna dell'ecosistema lacustre include: 
- Germano reale
- Martin pescatore
- Gallinella d'acqua
- Airone cinerino
- Tuffetto
- Folaga

Altri uccelli presenti nell'area protetta sono:
- Poiana comune
- Cornacchia grigia
- Colombaccio

### Mammiferi
Alcuni mammiferi diffusi nel territorio sono:
- cinghiale
- istrice
- volpe